# تام اسنو
تام اسنو (انگلیسی: Tom Snow؛ ۱۹۴۷  – ) ترانه‌سرا اهل ایالات متحده آمریکا بود. وی برندهٔ جوایزی همچون جوایز امی ساعات پربیننده شده‌است.